# ائتلاف سیاسی
در سیاست، ائتلاف سیاسی، که به عنوان بلوک نیز شناخته می‌شود، عبارت است از همکاری اعضای احزاب مختلف سیاسی، در کشورهایی با سیستم پارلمانی. این معمولاً شامل توافقنامه‌های رسمی بین دو یا چند طرف کل است. معمولاً یک اتحاد برای احزاب مربوط در حین و بلافاصله پس از انتخابات مفید است. به‌دلیل ویژگی‌های سیستم‌های انتخاباتی مربوط (به عنوان مثال اجازه دادن به هر حزب برای تعیین حد نصاب انتخاباتی) و/یا اجازه دادن به احزاب برای تشکیل دولت پس از انتخابات. اینها ممکن است به سرعت از هم بپاشند، یا ده‌ها سال به هم پیوسته تبدیل به یک هنجار واقعی شوند و تقریباً به عنوان یک واحد عمل کنند. ائتلاف‌ها همچنین ممکن است قبل از انتخابات در تلاش برای کاهش عدم قطعیت پس از انتخابات تشکیل شوند.
دولت‌های ائتلافی زمانی تشکیل می‌شوند که یک اتحاد سیاسی به قدرت برسد، یا زمانی که تنها به کثرت (نه اکثریت) دست یافته و چندین حزب باید با یکدیگر برای حکومت همکاری کنند. یکی از ویژگی‌های چنین روش حکومتی منجر به وزیر سیار می‌شود.

## مثال‌ها

### اتحادهای سیاسی فعال
- آرژانتین: Frente de Todos , Juntos por el Cambio، جبهه چپ کارگران - اتحاد
- ارمنستان: اتحاد قدم من
- استرالیا: لیبرال/ائتلاف ملی
- بولیوی: جامعه مدنی، کریموس
- بلغارستان: BSP برای بلغارستان
- کرواسی: ائتلاف راه اندازی مجدد
- جمهوری چک: دزدان دریایی و شهرداران، SPOLU
- آلمان: اتحادیه دموکراتیک مسیحی/اتحادیه اجتماعی مسیحی
- جبل الطارق: GSLP - اتحاد لیبرال
- یونان: جنبش تغییر
- هنگ کنگ: اردوگاه پان دموکراسی، اردوگاه طرفدار پکن، گروه‌های محلی
- هند: اتحاد ملی دموکراتیک (NDA)، اتحاد مترقی مترقی (UPA)، جبهه چپ
- ایرلند: همبستگی - افراد قبل از سود، Fianna Fáil - SDLP
- اسرائیل: اردوگاه ملی (غیررسمی)، آبی و سفید، یامینا، یهودیت تورات متحد، فهرست مشترک
- ایتالیا: ائتلاف چپ میانه، ائتلاف راست میانه
- لتونی: اتحادیه سبزها و کشاورزان
- لبنان: اتحاد ۸ مارس، اتحاد ۱۴ مارس
- مالزی: اتحاد امید
- فیلیپین: ائتلاف تغییر
- لهستان: راست متحد، چپ، ائتلاف لهستانی
- پرتغال: ائتلاف دموکراتیک متحد
- رومانی: USR PLUS، بلوک هویت ملی در اروپا
- روسیه: جبهه خلق همه روسیه
- صربستان: برای فرزندان ما
- اسپانیا: Unidas Podemos , EH Bildu
- سوئد: قرمز-سبزها
- جمهوری چین/تایوان: ائتلاف پان بلو، ائتلاف پان سبز
- تونس: جبهه مردمی
- ترکیه: اتحاد خلق، اتحاد ملت
- انگلستان: کار و تعاونی
- اروگوئه: جبهه گسترده
- ونزوئلا: قطب بزرگ میهنی، میزگرد وحدت دموکراتیک

### ائتلاف‌های سیاسی منقرض شده
- آرژانتین: اتحاد برای کار، عدالت و آموزش، جبهه مترقی گسترده
- ارمنستان: اتحاد راه خروج
- برزیل: با قدرت مردم
- بلغارستان: میهن پرستان متحد
- شیلی: اتحاد برای شیلی، کنسرت احزاب برای دموکراسی، ائتلاف برای تغییر، Juntos Podemos Más
- فرانسه: اتحادیه برای دموکراسی فرانسه، فدراسیون چپ‌های دموکراتیک و سوسیالیستی، جبهه چپ
- آلمان: WASG - PDS، جبهه هارزبورگ
- یونان: ائتلاف چپ رادیکال
- هند: جبهه سوم
- اسرائیل: تراز، گهال، یک اسرائیل، اتحادیه ملی، لیکود اسرائیل بایتینو، اتحادیه صهیونیست‌ها، یش آتید تلم
- ایتالیا: قطب آزادیها، خانه آزادیها، درخت زیتون، اتحادیه، ایتالیا. خیر مشترک
- کره جنوبی: پیشرو و خلاق، صلح و عدالت
- لتونی: مرکز هارمونی
- موریس: اتحاد اجتماعی
- مالزی: Barisan Alternatif , Pakatan Rakyat
- مکزیک: جبهه وسیع مترقی
- مولداوی: اتحاد برای دموکراسی و اصلاحات، اتحاد برای ادغام اروپایی، اکنون پلتفرم
- مونته‌نگرو: مونته‌نگرو اروپایی، با هم برای تغییر، فهرست صربستان
- نیوزلند: ائتلاف متحد - اصلاحات، اتحاد
- لهستان: اقدام انتخاباتی همبستگی، چپ و دموکرات‌ها، چپ متحد، ائتلاف اروپایی
- پرتغال: اتحاد دموکراتیک
- رومانی: قطب سوسیال دموکرات، اتحاد عدالت و حقیقت، اتحادیه لیبرال‌های اجتماعی
- روسیه: روسیه دیگر
- صربستان: اپوزیسیون دموکراتیک صربستان
- اسلوونی: اپوزیسیون دموکراتیک اسلوونی
- اسپانیا: همگرایی و اتحاد، Junts pel Sí
- سوئد: اتحاد
- اوکراین: بلوک یولیا تیموشنکو، بلوک دفاع شخصی مردم اوکراین ما
- بریتانیا: توافق SDP -Liberal , Conservative -DUP